# Lady Dana
DJ Lady Dana (właściwie Dana van Dreven; ur. 8 lipca 1974 w Amsterdamie) – holenderska DJka. Karierę rozpoczęła w 1993, tworzy muzykę hardstyle i hardcore.

## Dyskografia
- ID&T Presents Dana, 2002
- Dj Dana, 2004
- Just Dana, 2006